# Шишенци
Шишенци (буг. Шишенци) је село на северозападу Бугарске у општини Бојница у Видинској области. Према подацима пописа из 2021. године село је имало 43 становника.

## Демографија
Према подацима пописа из 2021. године село је имало 43 становника док је према попису из 2011. било 119 становника што је мање за 64%. Већину становништва чине Бугари.
| Етнички састав према попису из 2011.‍ | Етнички састав према попису из 2011.‍ | Етнички састав према попису из 2011.‍ | Етнички састав према попису из 2011.‍ | Етнички састав према попису из 2011.‍ |
| ------------------------------------ | ------------------------------------ | ------------------------------------ | ------------------------------------ | ------------------------------------ |
|                                      |                                      |                                      |                                      |                                      |
| Бугари                               | Бугари                               |                                      | 118                                  | 99,16%                               |
| Нису одговорили                      | Нису одговорили                      |                                      | 1                                    | 0,84%                                |